# Allochthonius shintoisticus
Allochthonius shintoisticus är en spindeldjursart som beskrevs av Chamberlin 1929. Allochthonius shintoisticus ingår i släktet Allochthonius och familjen käkklokrypare. Inga underarter finns listade i Catalogue of Life.